# Джувавда (вілаєт Бізерта)
Джувавда (араб. الجواودة) — село в Тунісі, у вілаєті Бізерта. 
| Туніс | Це незавершена стаття з географії Тунісу. Ви можете допомогти проєкту, виправивши або дописавши її. |